# 335292 Larrey
335292 Larrey è un asteroide della fascia principale. Scoperto nel 2005, presenta un'orbita caratterizzata da un semiasse maggiore pari a 2,3351011 UA e da un'eccentricità di 0,1986989, inclinata di 2,29672° rispetto all'eclittica.
L'asteroide è dedicato al medico francese Dominique-Jean Larrey.